# لين جولدسميث
لين جولدسميث (بالإنجليزية: Lynn Goldsmith)‏ هي كاتبة غنائية ومصورة ومخرجة أمريكية، ولدت في 11 فبراير 1948 في ديترويت في الولايات المتحدة.

## وصلات خارجية
- الموقع الرسمي
- لين جولدسميث على موقع IMDb (الإنجليزية)
- لين جولدسميث على موقع ميوزك برينز (الإنجليزية)
- لين جولدسميث على موقع قاعدة بيانات الأفلام السويدية (السويدية)
- لين جولدسميث على موقع ديسكوغز (الإنجليزية)